# فرنچتاون، شهرستان یوبا، کالیفرنیا
فرنچتاون (به انگلیسی: Frenchtown) یک منطقهٔ مسکونی در ایالات متحده آمریکا است که در شهرستان یوبا، کالیفرنیا واقع شده‌است. فرنچتاون ۴۴۱ متر بالاتر از سطح دریا واقع شده‌است.